# Georg Druschetzky
Georg Druschetzky (Jemníky, 1745, április 7. – Buda, 1819, június 21.) cseh származású zeneszerző.

## Életrajza
25 évig Ausztriában, majd több mint 3 évtizeden át Magyarországon alkotott. Meglehetősen változatos életutat járt be, míg a legjelentősebb főúri zenekarok tagja lett: először oboázni tanult Drezdában, majd az 1770-es évek elején Linzben üstdobvirtuózként tűnt fel, s egy ideig katonazenészként is szolgált. Üstdobra és zenekarra írott versenyművei egyedülállóak a zenetörténetben. Rövid bécsi kitérő után 1786-1787-ben Grassalkovich Antal herceg pozsonyi zenekarának tagja, majd 1791-től 1799-ig Batthyányi József hercegprímás zenésze. Előbb Pozsonyban tanult, majd Pesten. Az 1790-es évek végétől két évtizeden át József nádor muzsikusaként Pest-Buda zenei életének vezető egyénisége. 1807-től udvari komponista és 1813-tól zeneigazgatói rangot nyer el.

## Művei
Zeneszerzői pályáját végigkísérik a különböző fúvósegyüttesekre írt művek. Csaknem 300 fúvóspartitáról tudunk. Számos egyéb műfajban is alkotott. Linzben színpadi műveket, Pozsonyban szimfóniákat és versenyműveket, Pesten operákat és versenyműveket, Budán egyházi műveket és sok kamarazenét írt.
- Georg Druschetzky, 1745–1819. Partitas for winds; szerk., bev. Somorjay Dorottya; MTA ZTI, Budapest, 1985 (Musicalia Danubiana)